# فرنسيس بي. فولي
فرنسيس بي. فولي (بالإنجليزية: Francis B. Foley)‏ هو خبير بالمعادن ومهندس أمريكي، ولد في 7 يوليو 1887، وتوفي في 1973.